# Perelëšinskij
Perelëšinskij (in russo Перелёшинский?) è un insediamento di tipo urbano della Russia europea, situato nel rajon Paninskij dell'oblast' di Voronež.
Si trova a nord-est di Panino e a est di Voronež.